# Atte-Oudeyi Zanzan
Zanzan, właśc. Mohammed Zanzan Atte-Oudeyi (ur. 2 września 1980) – togijski piłkarz grający na pozycji lewego obrońcy.

## Kariera klubowa
Karierę piłkarską Zanzan rozpoczął w klubie ASKO Kara. W 1998 roku zadebiutował w jego barwach w pierwszej lidze togijskiej. W 2001 roku przeszedł do nigerskiego JS du Ténéré i wywalczył z nim mistrzostwo Nigru. Z kolei w 2002 roku występował w Satellite FC Abidżan.
Na początku 2003 roku Zanzan został zawodnikiem belgijskiego Germinalu Beerschot Antwerpia. W Eerste klasse zadebiutował 18 stycznia 2003 w zremisowanym 1:1 wyjazdowym spotkaniu z Sint-Truidense VV. W Germinalu rozegrał 6 spotkań.
Latem 2003 roku Zanzan odszedł do KSC Lokeren. W nowym zespole zadebiutował 1 sierpnia w wyjazdowym meczu z Germinalem Beerschot, wygranym przez Lokeren 2:1. W Lokeren Togijczyk grał przez 3 sezony.
W 2006 roku Zanzan ponownie zmienił klub i został piłkarzem FC Brussels. Tam swoje pierwsze spotkanie rozegrał 29 lipca 2006 przeciwko RAEC Mons. W latach 2007–2008 był rezerwowym w FC Brussels. Wiosną 2009 Togijczyk rozegrał jedno spotkanie w rumuńskim CS Otopeni, a w drugiej połowie roku grał w kanadyjskim Montreal Impact w rozgrywkach USL First Division.

## Kariera reprezentacyjna
W reprezentacji Togo Zanzan zadebiutował w 2000 roku. W 2002 roku był podstawowym zawodnikiem podczas Pucharu Narodów Afryki 2002 i wystąpił na nim w 3 spotkaniach: z Wybrzeżem Kości Słoniowej (0:0), z Demokratyczną Republiką Konga (0:0) i z Kamerunem (0:3). W 2006 roku został powołany do kadry Togo na Puchar Narodów Afryki 2006. Na tym turnieju wystąpił w jednym meczu, z DR Konga (0:2).